# 科莫埃国家公园
科莫埃国家公园是科特迪瓦东北部的一座国家公园，于1983年列入联合国教科文组织世界遗产。得名自其所处在科莫埃河上游。泛滥平原季节性的在园内涨水滋润土地，养育人口。此外，当地还有像尼罗鳄、非洲狭吻鳄、侏儒鳄等鳄鱼在湿地中生存，季节迁徙的鸟类亦在此地休息。

## 登录基准
该世界遗产被认为满足世界遺產登錄基準中的以下基準而予以登錄：
- （ix）在陆上、淡水、沿海及海洋生态系统及动植物群的演化与发展上，代表持续进行中的生态学及生物学过程的显著例子。
- （x）拥有最重要及显著的多元性生物自然生态栖息地，包含从保育或科学的角度来看，符合普世价值的濒临绝种动物种。